# Pühajärve
Pühajärve è un villaggio dell'Estonia meridionale nel comune rurale di Otepää, nella contea di Valgamaa.
Nel 2008 contava 182 abitanti.
Il centro amministrativo è la città (in estone linn) di Otepää.
A Pühajärve si trova una grande quercia di 22 metri d'altezza, con un'età di 300 anni. Alla base del tronco nel 1971 è stata posta una scultura dell'artista estone Lembit Paluteder, che ricorda la cosiddetta "guerra di Pühajärv" (in estone Pühajärv soda). La scultura è dedicata ai contadini estoni che nel 1841 avevano fatto una rivolta armata contro il tedesco Wilhelm von Stryk, all'epoca governatore della zona. La rivolta fu soppressa duramente, con 29 persone soggette a gravi punizioni corporali e alcune condannate a 12 anni di esilio in Siberia.
In estate, di solito nel mese di giugno, a Pühajärve si svolge il festival della musica pop "Pühajärve jaanituli", al quale nel 2012 ha partecipato la cantante italiana Alexia.

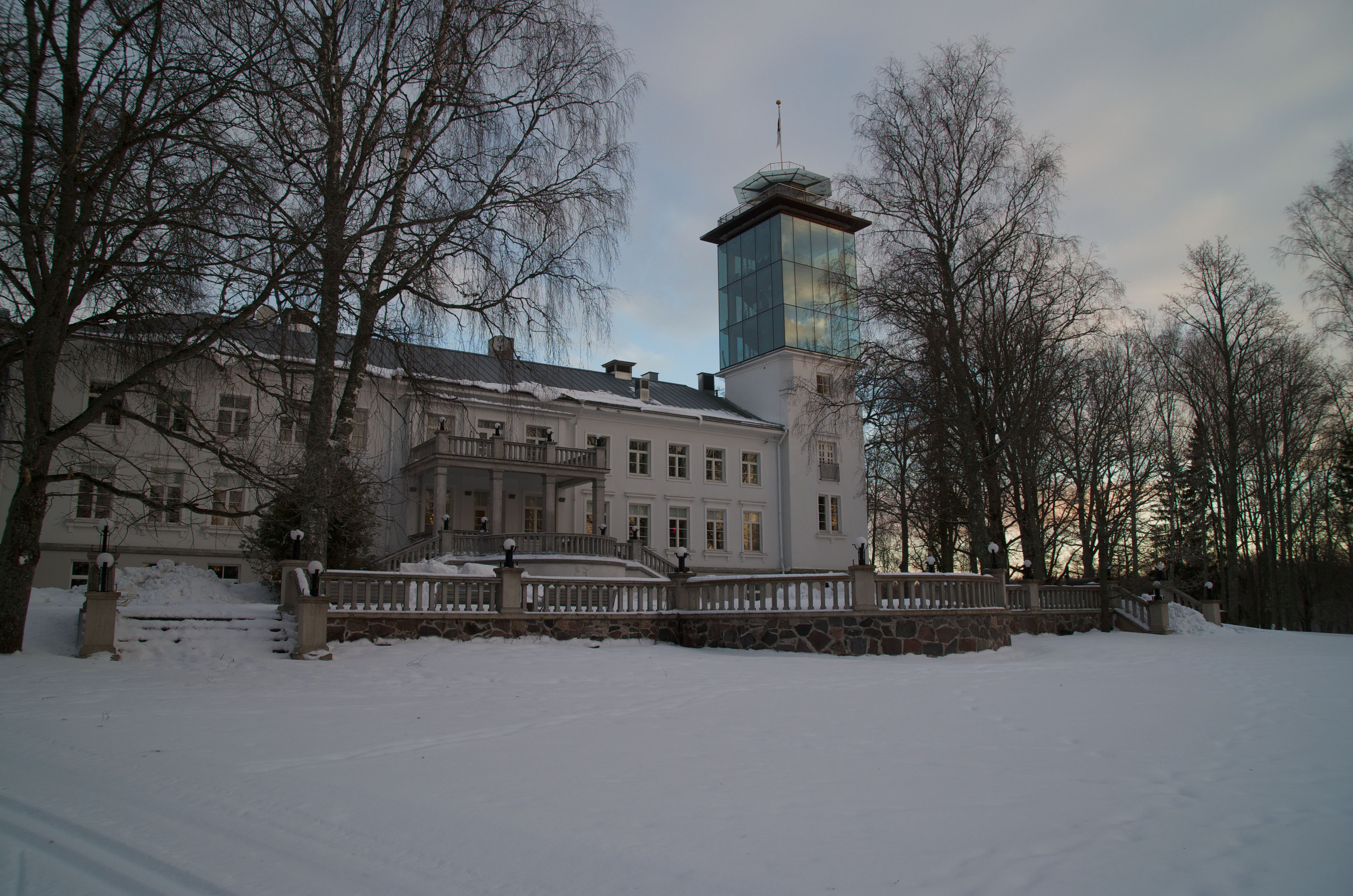
L'edificio principale del villaggio
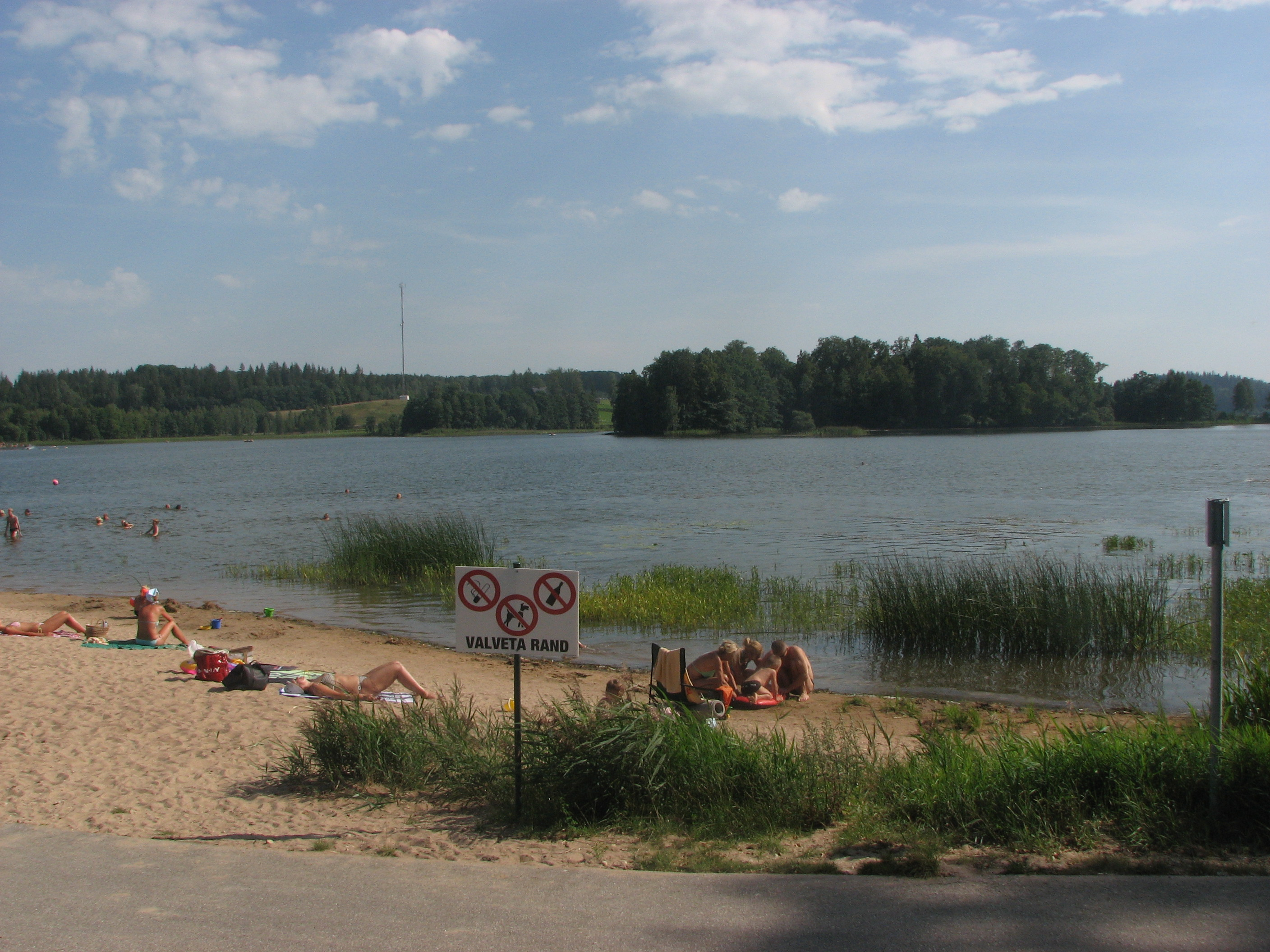
Il lago Pühajärv
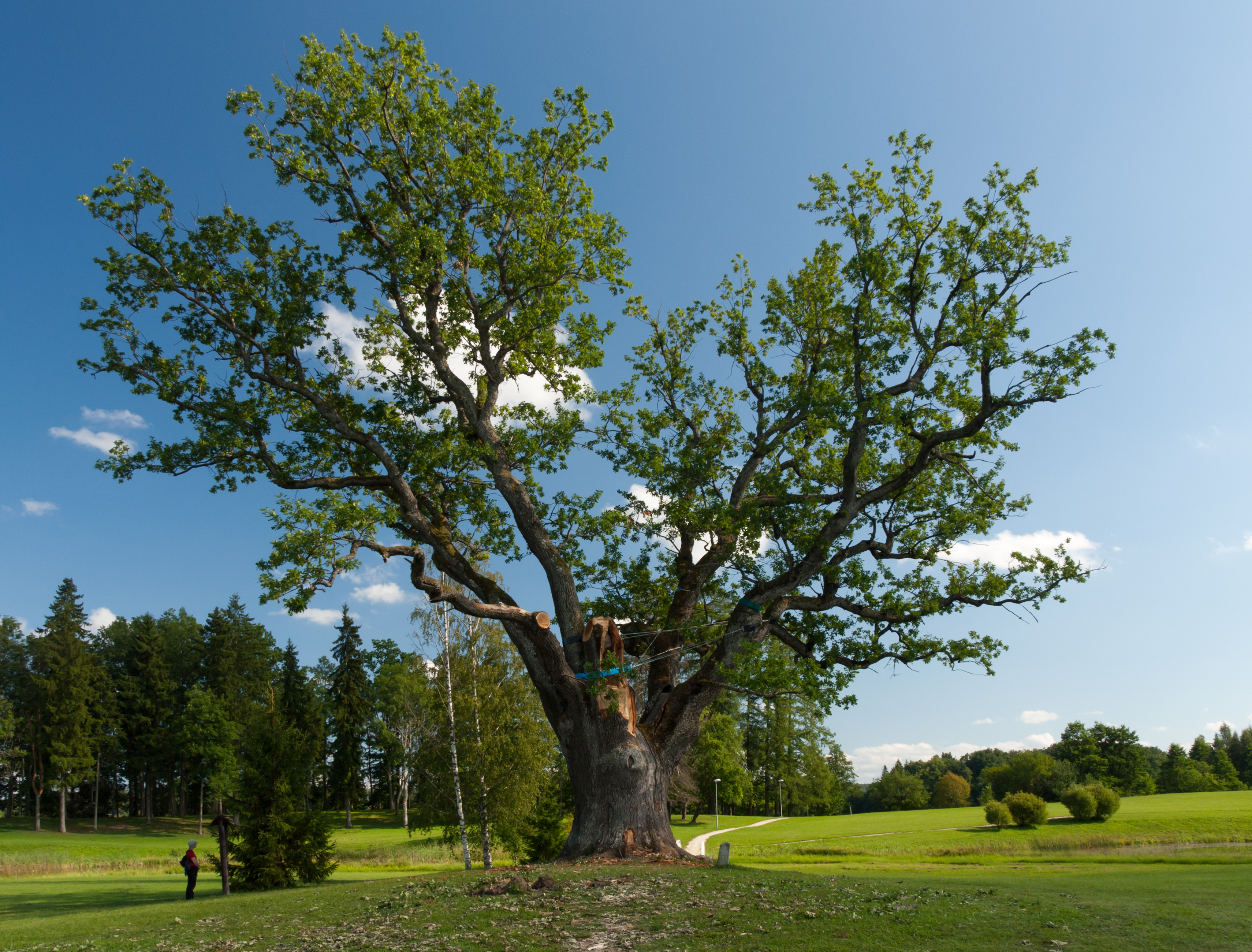
La grande quercia Pühajärv War Oak
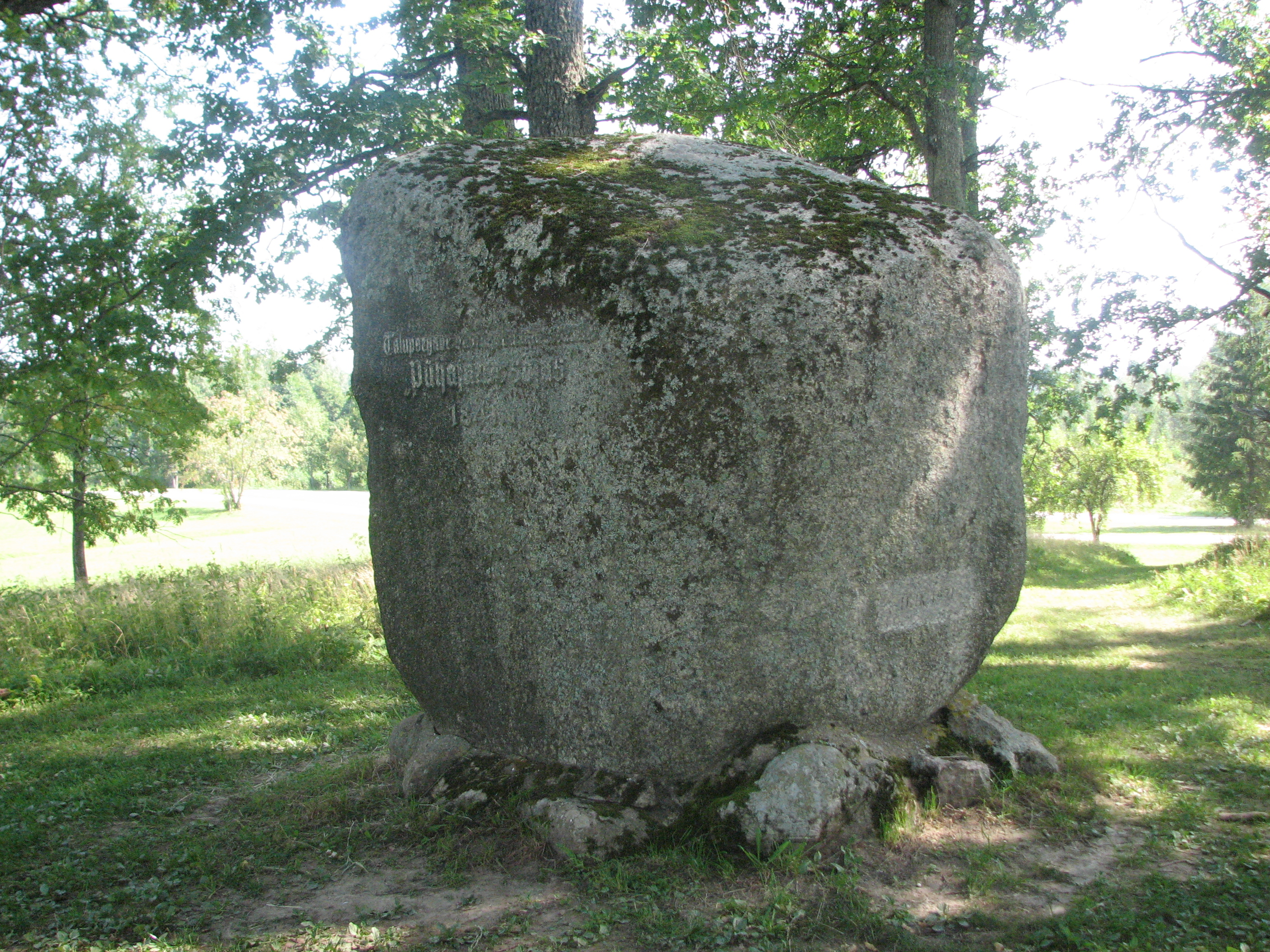
Memoriale della Pühajärve War